# Kuhgrabensee
Der Kuhgrabensee ist ein Baggersee ganz im Südosten des Bremer Stadtteils Blockland. Der östlich vorbeiführende Kuhgraben ist die traditionelle Grenze zwischen Blockland und Hollerland. Der See hat eine Oberfläche von etwa 17,8 Hektar und eine maximale Tiefe von 16 Metern bei einer mittleren Tiefe von 13 Metern.
Der Kuhgrabensee wurde 1970 bis 1972 im Zuge des Baus der Autobahn 27 ausgehoben. Seit dem Juli 1987 bildet er mit seinem Uferbereich ein 29,6 Hektar großes Naturschutzgebiet. 1998 bis 1999 wurde er im Rahmen einer ökologischen Ausgleichsmaßnahme um eine ca. 4 Hektar große Flachwasserfläche erweitert. Der See ist sowohl vom Kuhgrabenweg als auch vom Mittelweg aus einsehbar sowie von einer Aussichtshütte aus zugänglich.
Der See ist grundwassergespeist und hat durch den Einfluss des Lilienthaler Salzstocks einen hohen Salzgehalt. Von der Wasserqualität her ist der Kuhgrabensee mesotroph.
Der See ist bei der EU als europäisches Vogelschutzgebiet eingetragen. Der See bietet vielen Pionierpflanzen, Libellen und Amphibien einen Lebensraum. Der Kuhgrabensee ist Brutgebiet vieler Vögel, wie zum Beispiel dem Haubentaucher. Neben Armleuchteralgen und Laichkräutern kommen auch Wasserpfeffer-Tännel sowie die bedrohte Nadel-Sumpfsimse vor.

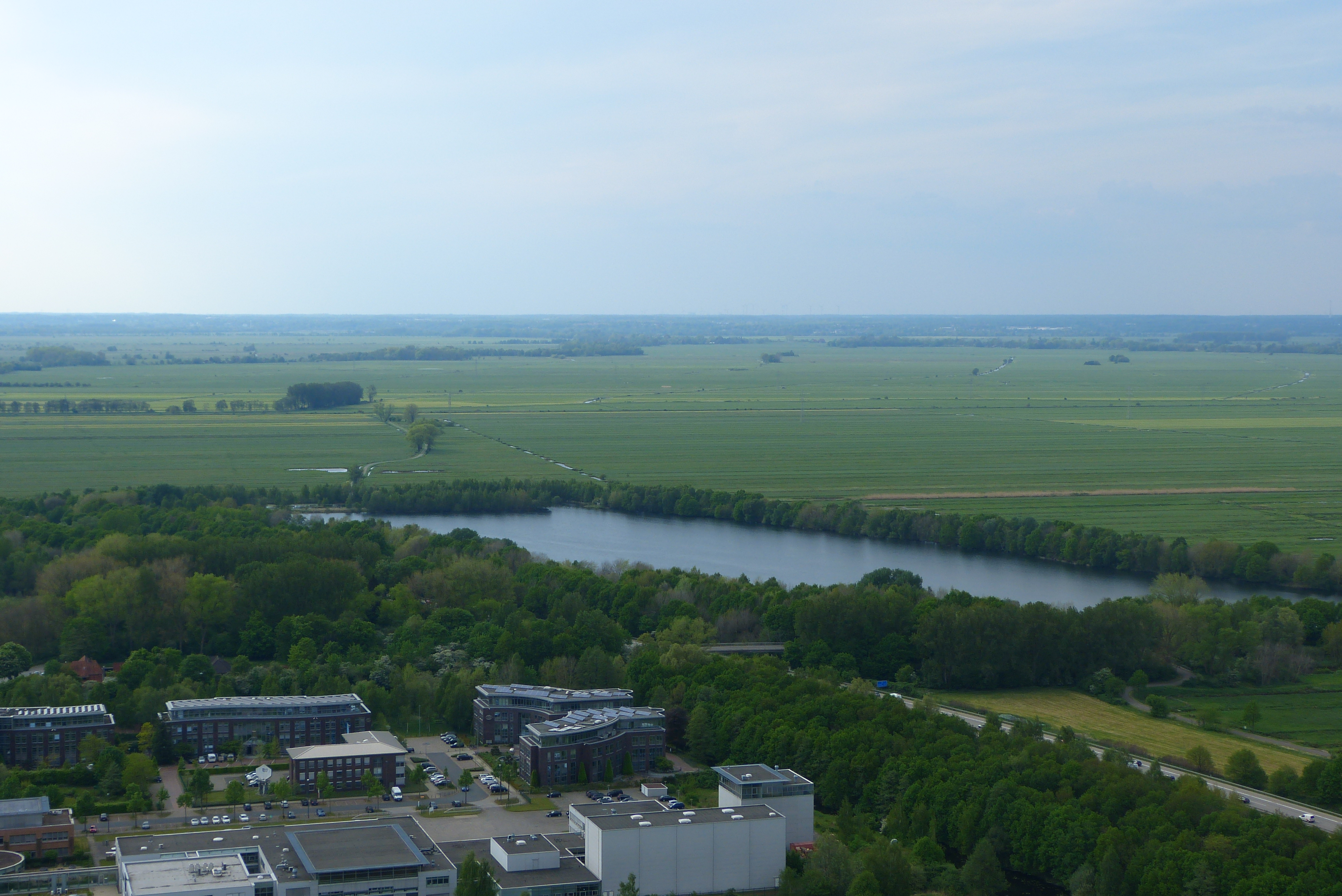
Der Kuhgrabensee aus der Luft (vom Fallturm Bremen her gesehen)
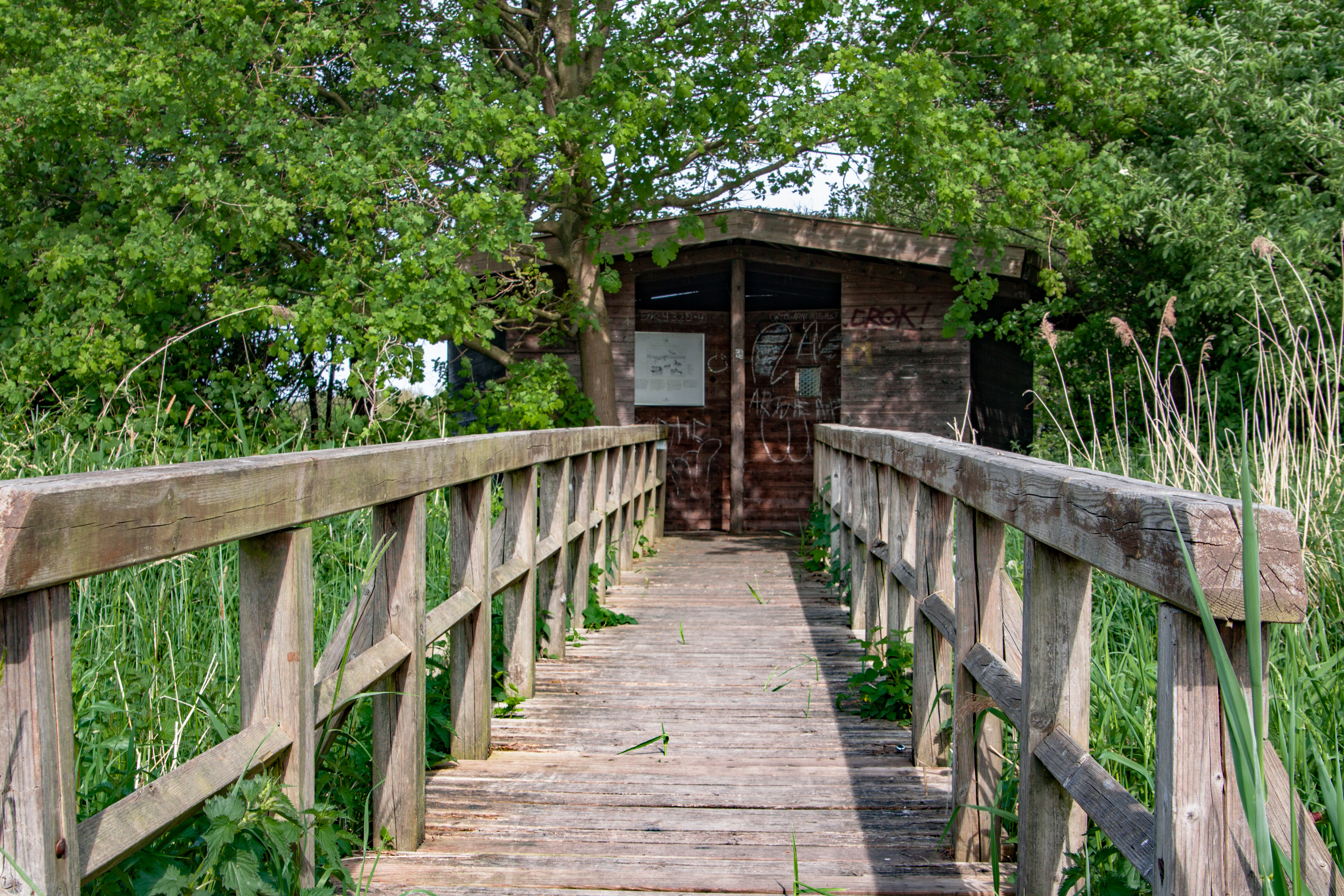
Aussichtshütte am Kuhgrabensee – Anlaufstelle für Beobachtungen